# La Bataille des couples
La Bataille des couples est une émission de téléréalité française. Ce dérivé de l'émission, La Villa des Cœurs Brisés, a été confirmé par TF1 le 24 mai 2018 sur le site du programme. Confiée à Christophe Beaugrand et à la love coach Lucie Mariotti, l'émission se déroule en République dominicaine.

## Concept et règles du jeu
L'émission est diffusée sur TFX à partir du 16 juillet 2018 à 18 h 30. Les huit couples s'affrontent ainsi lors d'épreuves physiques et mentales dans le but de conserver un maximum de bracelets. En effet, dix bracelets, chacun représentant une valeur de 5 000 euros, ont été confiés à chaque couple au début de l'aventure. Ainsi, lorsqu'un couple perd une épreuve, il est nommé d'office pour la cérémonie hebdomadaire, et risque de perdre des bracelets, contrairement au couple qui termine premier qui est alors immunisé. Le couple gagnant peut ainsi remporter une somme pouvant aller jusqu'à 50 000 euros, ils peuvent aussi en gagner durant les Épreuves Flashs. Enfin, un couple qui perd l'intégralité de ses bracelets se voit éliminé.
Les candidats s'affrontent selon quatre types d'épreuves : l'épreuve Pilier, dans laquelle les gagnants ont une immunité et les perdants perdent deux bracelets, l'épreuve Aréna, par laquelle les gagnants ont une immunité et les perdants perdent un bracelet, les Coaching de Lucie, qui évalue les couples non immunisés pour en désigner un à nommer), et les épreuves Flash, à travers laquelle les couples peuvent remporter et perdre des bracelets.

## Saison 1 (2018)
Le tournage de la première saison a commencé le 24 mai 2018.
Le couple gagnant de cette première saison est celui formé par Benoît et Jesta, qui ont ainsi empoché la somme de 35 000 euros.

## Saison 2 (2019)
Le casting de la saison 2 de La Villa, la bataille des couples a été révélé le 5 avril 2019 par TF1.
La saison 2 est diffusée sur TFX à partir du 26 août 2019 à 18 h 55. Les dix couples s'affrontent ainsi lors d'épreuves physiques et mentales dans le but de conserver un maximum d'argents. Ainsi, lorsqu'un couple perd une épreuve, il est nommé d'office pour la cérémonie hebdomadaire, contrairement au couple qui termine premier qui est alors immunisé. Le couple gagnant peut ainsi remporter une somme pouvant aller jusqu'à 60 000 €, ils peuvent aussi en gagner durant les Épreuves Flashs.
Les candidats s'affrontent selon trois types d'épreuves : l'épreuve Pilier, dans laquelle les gagnants ont une immunité et les perdants sont nommés, l'épreuve Aréna, par laquelle les gagnants ont une immunité et les perdants sont nommés, et les épreuves Flash, à travers laquelle les couples peuvent remporter et perdre de l'argent. Cette saison, la Table des pouvoirs apparaît. Les deux couples immunisés peuvent désigner un troisième couples sur le banc des nommés, mais certaine cérémonie ne sont plus éliminatoire (si la lumière est bleue, le couple reste, mais si elle est rouge, le couple est éliminé).

## Saison 3 (2021)
Une nouvelle saison est annoncée par la chaîne TFX à travers les réseaux sociaux.
Elle est présentée pour la première fois par Elsa Fayer.
Le casting de la saison 3 de La Villa, la bataille des couples a été révélé le 10 août 2021.
Cette saison est diffusée sur TFX à partir du 30 août 2021 à 18 h. Les dix couples s'affrontent ainsi lors d'épreuves physiques et mentales dans le but de conserver un maximum d'argents. Ainsi, lorsqu'un couple perd une épreuve, il est nommé d'office pour la cérémonie hebdomadaire, contrairement au couple qui termine premier qui est alors immunisé. Le couple gagnant peut ainsi remporter une somme pouvant aller jusqu'à 50 000 €, ils peuvent aussi en gagner durant les Épreuves Flashs[réf. nécessaire].
1. ↑  « La Villa, la bataille des couples : comment fonctionne le nouveau jeu de téléréalité de TFX ? », sur Le Figaro, 27 juin 2018
2. ↑  « la bataille des couples : on vous explique le concept ! (EXCLU) », tfx,‎ 24 mai 2018 (lire en ligne, consulté le 26 mai 2018)
3. ↑  « INTERVIEW. Jesta et Benoît, grands gagnants de La Villa, La Bataille des Couples : ce qu'ils vont faire de leurs gains », sur Télé Star, 21 septembre 2018
4. ↑  « Casting de la saison 2 de La Villa, la bataille des couples », sur tf1.fr, 5 avril 2019
5. ↑  Mélanie Faure, « La bataille des couples : les candidats de la saison 3 dévoilés - Télé Star », sur telestar.fr (consulté le 29 octobre 2020)
6. ↑  « "La bataille des couples" : La saison 3 débarque le lundi 30 août sur TFX », sur ozap.com (consulté le 10 août 2021)

1. ↑  « Audiences access : Le retour des Bleus écrase tout, "28 minutes" résiste bien sur Arte », sur ozap.com (consulté le 17 juillet 2018)
2. ↑  « Audiences access : Nouveau record historique pour Nagui, "DNA" et "Le 19/20" en forme », sur ozap.com (consulté le 18 juillet 2018)
3. ↑  « Audiences access : Nagui puissant leader, le journal de France 3 au coude-à-coude avec "Demain nous appartient" », ozap.com (consulté le 19 juillet 2018)
4. ↑  « Audiences access : Nagui puissant avec "N'oubliez pas les paroles", "La villa" au plus haut sur TFX », sur ozap.com (consulté le 20 juillet 2018)
5. ↑  « Audiences access : Nagui puissant avec "N'oubliez pas les paroles", "La villa" au plus haut sur TFX », sur ozap.com (consulté le 21 juillet 2018)
6. ↑  « Audiences access : Nagui à un très haut niveau sans Kevin, "DNA" au plus haut depuis un an, "Le 19/20" en forme », sur ozap.com (consulté le 24 juillet 2018)
7. ↑  « Audiences access : "Demain nous appartient" leader au top, Nagui très puissant, "Le 19/20" en forme », sur ozap.com (consulté le 25 juillet 2018)
8. ↑  « Audiences access : Nagui, très puissant, reprend le leadership, "Demain nous appartient" toujours très en forme », sur ozap.com (consulté le 26 juillet 2018)
9. ↑  « Audiences access : "Demain nous appartient" reprend le leadership d'un cheveu, le jeu de Nagui deuxième », sur ozap.com (consulté le 27 juillet 2017)
10. ↑  « Audiences access : Nagui leader, record pour "La villa" sur TFX », sur ozap.com (consulté le 28 juillet 2018)
11. ↑  « Audiences access : "Demain nous appartient" en grande forme, début timide pour "Alerte Cobra" sur TMC », sur ozap.com (consulté le 31 juillet 2018)
12. ↑  « Audiences access : Nagui réduit l'écart avec "Demain nous appartient", "La Villa" en hausse sur TFX », sur ozap.com (consulté le 1er août 2018)
13. ↑  « Audiences access : "Demain nous appartient" puissant leader, "La villa : la bataille des couples" stable sur TFX », sur ozap.com (consulté le 2 août 2018)
14. ↑  « Audiences access : Nagui repasse leader devant "Demain nous appartient" et "Le 19/20" », sur ozap.com (consulté le 3 août 2018)
15. ↑  « Audiences access : "DNA" devant "Le 19/20" et Nagui, "La villa : la bataille des couples" au plus haut », sur ozap.com (consulté le 4 août 2018)
16. ↑  « Audiences access : "DNA" d'une courte tête devant Nagui, démarrage décevant pour "Couple ou pas couple" », sur ozap.com (consulté le 7 août 2018)
17. ↑  « Audiences access : "Demain nous appartient" devant Nagui, "Couple ou pas couple" en baisse sur C8 », sur ozap.com (consulté le 8 août 2018)
18. ↑  « Audiences access : "Demain nous appartient" en grande forme, Nagui et "Le 19/20" au coude-à-coude », sur ozap.com (consulté le 9 août 2018)
19. ↑  « Audiences access : "DNA" leader d'une courte tête devant Nagui, "La villa" de TFX au plus haut », sur ozap.com (consulté le 10 août 2018)
20. ↑  « Audiences access : Nagui en tête d'un cheveu devant "DNA", record pour TFX, "Couple ou pas couple" au plus bas », sur ozap.com (consulté le 11 août 2018)
21. ↑  « Audiences access : "N'oubliez pas les paroles" leader, "DNA" et "Le 19/20" au coude-à-coude », sur ozap.com (consulté le 14 août 2018)
22. ↑  « Audiences access : Duel serré entre "DNA" et Nagui, "Couple ou pas couple" en légère baisse sur C8 », sur ozap.com (consulté le 15 août 2018)
23. ↑  « Audiences access : "DNA" leader d'un cheveu devant "Nagui", record pour "La villa : la bataille des couples" (TFX) », sur ozap.com (consulté le 16 août 2018)
24. ↑  « Audiences access : "N'oubliez pas les paroles" redevient leader devant "Demain nous appartient", France 3 stable », sur ozap.com (consulté le 17 août 2018)
25. ↑  « Audiences access : Nagui leader à plus de 20%, record pour "La villa" de TFX, "Couple ou pas couple" au plus bas », sur ozap.com (consulté le 18 août 2018)
26. ↑  « Audiences access : "DNA" leader devant Nagui, retour correct pour "La meilleure boulangerie", C8 en forme avec le foot », sur ozap.com (consulté le 21 août 2018)
27. ↑  « Audiences access : "DNA" puissant leader, Nagui en forme est deuxième, "La meilleure boulangerie" en hausse », sur ozap.com (consulté le 22 août 2018)
28. ↑  « Audiences access : Nagui leader à plus de 20%, record pour "La villa" de TFX, "Couple ou pas couple" au plus bas », sur ozap.com (consulté le 23 août 2018)
29. ↑  « Audiences access : "Demain nous appartient" puissant leader devant Nagui, "Le 19/20" en forme », sur ozap.com (consulté le 24 août 2018)
30. ↑  « Audiences access : "Demain nous appartient" toujours leader, Nagui devant le journal de France 3 », sur ozap.com (consulté le 25 août 2018)
31. ↑  « Audiences access : "DNA" reste leader devant Nagui, "Les vacances des Anges" de retour en baisse sur NRJ 12 », sur ozap.com (consulté le 28 août 2018)
32. ↑  « Audiences access : Nagui reprend la tête d'un cheveu, "Le 19/20" en forme, "Un si grand soleil" en légère baisse », sur ozap.com (consulté le 29 août 2018)
33. ↑  « Audiences access : "DNA" leader, "La meilleure boulangerie" remonte, "Un si grand soleil" en hausse », sur ozap.com (consulté le 30 août 2018)
34. ↑  « Audiences access : "DNA" leader devant Nagui, "Scènes de ménages" à un haut niveau sur M6 », sur ozap.com (consulté le 31 août 2018)
35. ↑  « Audiences access : Nagui leader devant "DNA" en repli, "28 minutes" en forme, "Un si grand soleil" au plus haut », sur ozap.com (consulté le 1er septembre 2018)
36. ↑  « Audiences access : "DNA" large leader devant Nagui, "Quotidien" devant "TPMP", "L'info du vrai" revient en baisse », sur ozap.com (consulté le 4 septembre 2018)
37. ↑  « Audiences access : "DNA" leader, "Quotidien" devant "TPMP" qui passe sous le million, "Un si grand soleil" au plus bas », sur ozap.com (consulté le 5 septembre 2018)
38. ↑  « Audiences access : "C à vous" plus fort que "TPMP" en baisse, "Les Marseillais" en forme, "PBLV" au plus haut », sur ozap.com (consulté le 7 septembre 2018)
39. ↑  « Audiences access : "C à vous" et "Un si grand soleil" en grande forme, "TPMP" au plus bas », sur ozap.com (consulté le 8 septembre 2018)
40. ↑  « Audiences access : "DNA" leader, "TPMP" repasse devant "Quotidien", record pour "La meilleure boulangerie" », sur ozap.com (consulté le 11 septembre 2018)
41. ↑  « Audiences access : "DNA" leader, "La meilleure boulangerie" au plus haut, "Quotidien" repasse devant "TPMP" », sur ozap.com (consulté le 12 septembre 2018)
42. ↑  « Audiences access : "DNA" en tête devant Nagui, "TPMP" sous le million, "C à vous" en grande forme », sur ozap.com (consulté le 13 septembre 2018)
43. ↑  « Audiences access : "La meilleure boulangerie" au top, "Quotidien" devant "TPMP" en hausse, "C à vous" en forme », sur ozap.com (consulté le 14 septembre 2018)
44. ↑  « Audiences access : "DNA" large leader, "TPMP" battu par Arte, "L'info du vrai" touche le fond », sur ozap.com (consulté le 15 septembre 2018)
45. ↑  « Audiences access : "DNA" leader devant le jeu de Nagui, "Quotidien" au plus haut domine "TPMP" », sur ozap.com (consulté le 18 septembre 2018)
46. ↑  « Audiences access : Nagui leader, "Quotidien" et "C à vous" plus puissants que le "TPMP" de B. Castaldi », sur ozap.com (consulté le 19 septembre 2018)
47. ↑  « Audiences access : "DNA" leader, record de saison pour "Quotidien", "Le 19/20" et "La meilleure boulangerie" en forme », sur ozap.com (consulté le 20 septembre 2018)
48. ↑  « Audiences access : "DNA" leader en hausse devant Nagui, "TPMP" au plus haut », sur ozap.com (consulté le 21 septembre 2018)
49. ↑  « Audiences access : Début encourageant pour "TPMP People", "La villa" en hausse sur TFX pour la finale », sur ozap.com (consulté le 22 septembre 2018)
50. ↑  « "La Villa : La bataille des couples" : Benoît et Jesta gagnants de la première édition sur TFX », sur ozap.com (consulté le 22 septembre 2018)
51. ↑  « Audiences access 19h : Record pour "La meilleure boulangerie de France", début faible pour "La bataille des couples" », sur ozap.com (consulté le 27 août 2019)
52. ↑  « Audiences access 19h : "DNA" leader devant le jeu de Nagui, "La meilleure boulangerie de France" en baisse », sur ozap.com (consulté le 28 août 2019)
53. ↑  « Audiences access 19h : "DNA" leader, Nagui en forme, "La bataille des couples" progresse sur TFX », sur ozap.com (consulté le 29 août 2019)
54. ↑  « Audiences access 19h : "DNA" leader, Carole Gaessler au top, "La bataille des couples" progresse encore », sur ozap.com (consulté le 30 août 2019)
55. ↑  « Audiences access 19h : "DNA" leader, Nagui en hausse, "La meilleure boulangerie de France" au plus haut », sur ozap.com (consulté le 31 août 2019)
56. ↑  « Audiences access 19h : Démarrage historique pour "C à vous", retour en baisse pour Hanouna, Barthès et Calvi », sur ozap.com (consulté le 3 septembre 2019)
57. ↑  « Audiences access 19h : "DNA" reprend la tête, "TPMP" et "C à vous" en repli, "Quotidien" progresse », sur ozap.com (consulté le 4 septembre 2019)
58. ↑  « Audiences access 19h : "DNA" leader, record pour "La meilleure boulangerie", "TPMP" en hausse, "Quotidien" en baisse », sur ozap.com (consulté le 5 septembre 2019)
59. ↑  « Audiences access 19h : "DNA" petit leader, "C à vous", leader des talks, "TPMP" en baisse », sur ozap.com (consulté le 6 septembre 2019)
60. ↑  « Audiences access 19h : "Demain nous appartient" leader, les talks faibles, record pour "La bataille des couples" », sur ozap.com (consulté le 7 septembre 2019)
61. ↑  « Audiences access 19h : Nagui double Ingrid Chauvin, "C à vous" au plus haut, "La meilleure boulangerie" en forme », sur ozap.com (consulté le 10 septembre 2019)
62. ↑  « Audiences access 19h : Nagui double Ingrid Chauvin, "C à vous" au plus haut, "La meilleure boulangerie" en forme », sur ozap.com (consulté le 11 septembre 2019)
63. ↑  « Audiences access 19h : Nagui leader devant "DNA", "C à vous" au top, la P1 de "TPMP" en petite forme », sur ozap.com (consulté le 12 septembre 2019)
64. ↑  « Audiences access 19h : Nagui toujours en tête devant "DNA", "La meilleure boulangerie" en forme, "TPMP" faible », sur ozap.com (consulté le 13 septembre 2019)
65. ↑  « Audiences access 19h : "DNA" leader devant Nagui, "Quotidien" plus fort que "TPMP ouvert à tous" », sur ozap.com (consulté le 14 septembre 2019)
66. ↑  « Audiences access 19h : "DNA" puissant leader, "La meilleure boulangerie", "Quotidien" et "TPMP Darka" en forme », sur ozap.com (consulté le 17 septembre 2019)
67. ↑  « Audiences access 19h : "DNA" leader, "C à vous" en grande forme, les Masters de "N'oubliez pas les paroles" au plus bas », sur ozap.com (consulté le 18 septembre 2019)
68. ↑  « Audiences access 19h : Nagui leader devant "DNA" et le "19/20", "C à vous" domine les talks », sur ozap.com (consulté le 19 septembre 2019)
69. ↑  « Audiences access 19h : "DNA" leader devant Nagui, "C à vous" en belle forme sur France 5 », sur ozap.com (consulté le 20 septembre 2019)
70. ↑  « Audiences access 19h : "DNA" bon leader devant Nagui, "C à vous" au plus bas, "Quotidien" (P1) en forme », sur ozap.com (consulté le 21 septembre 2019)
71. ↑  « Audiences access 19h : "DNA" leader, "C à vous" au million, "La meilleure boulangerie" au top, "TPMP" en grande forme », sur ozap.com (consulté le 25 septembre 2019)
72. ↑  « Audiences access 19h : "DNA" petit leader, Carole Gaessler au top, "C à vous" au million, "Quotidien" devant "TPMP" », sur ozap.com (consulté le 25 septembre 2019)
73. ↑  « Audiences access 19h : "DNA" leader en hausse, records pour "C à vous" et "La meilleure boulangerie" », sur ozap.com (consulté le 26 septembre 2019)
74. ↑  « Audiences access 19h : L'édition spéciale de France 2 peu suivie, records pour "La meilleure boulangerie" et "Quotidien" », sur ozap.com (consulté le 27 septembre 2019)
75. ↑  « Audiences access 19h : "DNA" leader, le "19/20" au plus bas, "Quotidien" (P1) au top », sur ozap.com (consulté le 28 septembre 2019)
76. ↑  « Audiences access 19h : "DNA" petit leader, "La bataille des couples" au top », sur ozap.com (consulté le 1er octobre 2019)
77. ↑  « Audiences access 19h : "DNA" leader, "C à vous" au top, "La meilleure boulangerie" en forme », sur ozap.com (consulté le 2 octobre 2019)
78. ↑  « Audiences access 19h : "DNA" bon leader devant Nagui, record de saison pour "Quotidien" (P1) », sur ozap.com (consulté le 3 octobre 2019)
79. ↑  « Audiences access 19h : "DNA" leader, France 4 et RMC Story boostées par le sport », sur ozap.com (consulté le 4 octobre 2019)
80. ↑  « Audiences access 19h : "DNA" et Nagui au coude-à-coude, "C à vous" au million, record pour "TPMP ouvert à tous" », sur ozap.com (consulté le 5 octobre 2019)
81. ↑  « Audiences access 19h : Nagui et "DNA" au coude-à-coude, Lemoine, Calvi, Barthès et Beaugrand au top », sur ozap.com (consulté le 8 octobre 2019)
82. ↑  « Audiences access 19h : "DNA" leader devant Nagui, records pour la P1 de "Quotidien" et "C à vous" », sur ozap.com (consulté le 9 octobre 2019)
83. ↑  « Audiences access 19h : Anne-Elisabeth Lemoine au top, Benjamin Castaldi et "TPMP" progressent, "Quotidien" en forme », sur ozap.com (consulté le 10 octobre 2019)
84. ↑  « Audiences access 19h : "DNA" leader devant Nagui, "C à vous" au top, "Quotidien" en forme », sur ozap.com (consulté le 11 octobre 2019)
85. ↑  « Audiences access 19h : "Demain nous appartient" leader, "C à vous" et la P1 de "TPMP ouvert à tous" au plus haut », sur ozap.com (consulté le 12 octobre 2019)
86. ↑  « Audiences access 19h : Carole Gaessler, Anne-Elisabeth Lemoine et Yann Barthès au top », sur ozap.com (consulté le 15 octobre 2019)
87. ↑  « Audiences access 19h : "DNA" leader en hausse, Nagui en petite forme, Cyril Hanouna au top », sur ozap.com (consulté le 16 octobre 2019)
88. ↑  « Audiences access 19h : "DNA" leader devant Nagui, C à vous signe son record de saison », sur ozap.com (consulté le 17 octobre 2019)
89. ↑  « Audiences access 19h : "Demain nous appartient" au coude à coude avec Nagui, Yves Calvi ai plus haut », sur ozap.com (consulté le 18 octobre 2019)
90. ↑  « Audiences access 19h : "DNA" bon leader, la P1 de "Quotidien" au plus haut », sur ozap.com (consulté le 19 octobre 2019)
91. ↑  « Audiences access 19h : "DNA" leader au top, "La bataille des couples" faible, "Les mamans" de retour en baisse », sur ozap.com (consulté le 22 octobre 2019)
92. ↑  « Audiences access 19h : "DNA" leader devant Nagui, "C à vous" puissant, record pour la P1 de "Quotidien" », sur ozap.com (consulté le 23 octobre 2019)
93. ↑  « Audiences access 19h : "DNA" bon leader, Nagui stable, "Touche pas à mon poste - Darka" au plus haut », sur ozap.com (consulté le 24 octobre 2019)
94. ↑  « Audiences access 19h : "DNA" leader en baisse devant Nagui, "C à vous" stable, la P1 de "Quotidien" en hausse », sur ozap.com (consulté le 25 octobre 2019)
95. ↑  « Audiences access 19h : "DNA" leader, record pour la P1 de "TPMP ouvert à tous", "L'info du vrai" au plus bas », sur ozap.com (consulté le 26 octobre 2019)
96. ↑  « Audiences access 19h : "DNA" leader, le "19/20" en forme, retour stable pour "Objectif Top Chef", Cyril Hanouna au top », sur ozap.com (consulté le 29 octobre 2019)
97. ↑  « Audiences access 19h : "DNA" leader, "C à vous" en forme, record pour "L'info du vrai", "Les mamans" au plus bas », sur ozap.com (consulté le 31 octobre 2019)
98. ↑  « Audiences access 19h: "DNA" leader, "C à vous" en tête des talks TNT », sur ozap.com (consulté le 1er novembre 2019)
99. ↑  « Audiences access 19h : Match serré entre "DNA" et "Nagui, records pour "C à vous", le "19/20 national" et "Les mamans" », sur ozap.com (consulté le 2 novembre 2019)
100. ↑  « Audiences access 19h : Nagui leader au plus haut, Anne-Elisabeth Lemoine, Cyril Hanouna et Yann Barthes au top », sur ozap.com (consulté le 5 novembre 2019)
101. ↑  « Audiences access 19h : "DNA" repasse devant le jeu de Nagui, record pour "Quotidien" », sur ozap.com (consulté le 6 novembre 2019)
102. ↑  « Audiences access 19h : Nagui prend la tête devant "DNA", les P1 de "Quotidien" et "TPMP" au-dessus du million », sur ozap.com (consulté le 7 novembre 2019)
103. ↑  « Audiences access 19h : "DNA" et Nagui au coude-à-coude, Cyril Hanouna au million, Yves Calvi faible », sur ozap.com (consulté le 8 novembre 2019)
104. ↑  « Audiences access 19h : "DNA" leader, "Objectif Top Chef" au plus haut, "Les mamans" et Yves Calvi au plus bas », sur ozap.com (consulté le 9 novembre 2019)
105. ↑  « Audiences access 19h : Nagui devant "DNA", records pour "Objectif Top Chef", "TPMP Darka" et la P1 de "Quotidien" », sur ozap.com (consulté le 12 novembre 2019)
106. ↑  « Audiences access 19h : Nagui leader de "DNA", "Objectif Top Chef" au top, "C à vous", "TPMP", "Quotidien" en baisse », sur ozap.com (consulté le 13 novembre 2019)
107. ↑  « Audiences access 19h : "DNA" au top repasse devant le jeu de Nagui, "Quotidien" et "TPMP" en hausse le million », sur ozap.com (consulté le 14 novembre 2019)
108. ↑  « Audiences access 19h : "DNA" leader en légère baisse, "C à vous" en forme, "Les mamans" au plus bas sur 6ter », sur ozap.com (consulté le 15 novembre 2019)
109. ↑  « Audiences access 19h : "DNA" leader devant Nagui, "TPMP, ouvert à tous" au plus haut », sur ozap.com (consulté le 16 novembre 2019)
110. ↑  « Audiences access 19h : "DNA" et le jeu de Nagui au coude-à-coude, Cyril Hanouna pile au million », sur ozap.com (consulté le 19 novembre 2019)
111. ↑  « Audiences access 19h : "DNA" creuse l'écart, Philippe Etchebest fait monter la mayonnaise, "TPMP" au million », sur ozap.com (consulté le 20 novembre 2019)
112. ↑  « Audiences access 19h : Nagui repasse en tête, "Objectif Top Chef" au top, "TPMP" et "Quotidien" puissants », sur ozap.com (consulté le 21 novembre 2019)
113. ↑  « Audiences access 19h : Nagui et Ingrid Chauvin au coude-à-coude, Cyril Hanouna au top, "C à vous" puissant », sur ozap.com (consulté le 22 novembre 2019)
114. ↑  « Audiences access 19h : "DNA" et Nagui au coude-à-coude, record pour "Objectif Top Chef", "C à vous" en forme », sur ozap.com (consulté le 23 novembre 2019)
115. ↑  « Audiences "La bataille des couples" : Quel bilan pour la saison 2 sur TFX ? », sur ozap.com (consulté le 23 novembre 2019)
116. ↑  « Audiences access 19h : Bons retours pour "Quotidien", "C à vous" et "TPMP", "Tous en cuisine" au plus bas », sur ozap.com (consulté le 31 août 2021)
117. ↑  « Audiences access 19h : "Quotidien" et "C à vous" se maintiennent, "TPMP" en baisse, "Tous en cuisine" en hausse », sur ozap.com (consulté le 1er septembre 2021)
118. ↑  « Audiences access 19h : "DNA" leader, "C à vous" bondit au million, "Quotidien" et "TPMP" en repli », sur ozap.com (consulté le 2 septembre 2021)
119. ↑  « Audiences access 19h : "DNA" leader, "Tous en cuisine" faible, "Quotidien" et "TPMP" en baisse », sur ozap.com (consulté le 3 septembre 2021)
120. ↑  « Audiences access 19h : "DNA" en tête, Nagui en recul, le "19/20" progresse, "Tous en cuisine" au million », sur ozap.com (consulté le 6 septembre 2021)
121. ↑  « Audiences access 19h : "DNA" petit leader, le "19/20" et "C à vous" en forme, le before de "TPMP" faible », sur ozap.com (consulté le 7 septembre 2021)
122. ↑  « Audiences access 19h : '"DNA" solide leader, Nagui progresse, "Quotidien" et "C à vous" au coude-à-coude », sur ozap.com (consulté le 8 septembre 2021)
123. ↑  « Audiences access 19h : "DNA" leader, Cyril Lignac en hausse au million, "C à vous" progresse », sur ozap.com (consulté le 8 septembre 2021)
124. ↑  « Audiences access 19h : "DNA" petit leader, Cyril Lignac sous le million, "La bataille des couples" au top », sur ozap.com (consulté le 11 septembre 2021)
125. ↑  « Audiences access 19h : "Tous en cuisine" sous le million, F3 faible, la P1 de "Quotidien" en hausse, Hanouna recule », sur ozap.com (consulté le 11 septembre 2021)
126. ↑  « Audiences access 19h : Cyril Lignac au million, le "before" de Cyril Hanouna au plus haut », sur ozap.com (consulté le 14 septembre 2021)
127. ↑  « Audiences access 19h : Nagui en tête, "DNA" au plus bas, record pour "C à vous" et "La bataille des couples" », sur ozap.com (consulté le 15 septembre 2021)
128. ↑  « Audiences access 19h : Records pour "C à vous" et "Tous en cuisine", "DNA" en petite forme », sur ozap.com (consulté le 16 septembre 2021)
129. ↑  « Audiences access 19h : Nagui et "Demain nous appartient" au coude-à-coude, "C à vous" repasse sous le million », sur ozap.com (consulté le 17 septembre 2021)
130. ↑  « Audiences access 19h : "DNA" leader devant Nagui, "C à vous" en forme, "Tous en cuisine" faible », sur ozap.com (consulté le 18 septembre 2021)
131. ↑  « Audiences access 19h : "C à vous" au plus haut, "Objectif Top Chef" de retour en baisse, "Quotidien" en forme », sur ozap.com (consulté le 21 septembre 2021)
132. ↑  « Audiences access 19h : "C à vous" au top, "Objectif Top Chef" en baisse sous le million, "Quotidien" en embuscade », sur ozap.com (consulté le 22 septembre 2021)
133. ↑  « Audiences access 19h : Nagui leader, Philippe Etchebest remonte, Anne-Elisabeth Lemoine solide », sur ozap.com (consulté le 26 septembre 2021)
134. ↑  « Audiences access 19h : Nagui leader, "C à vous" et "Objectif Top Chef" sous le million, "La bataille des couples" au top », sur ozap.com (consulté le 26 septembre 2021)
135. ↑  « Audiences access 19h : "DNA" repasse leader devant Nagui, "C à vous" puissant, "Le 19/20" en forme », sur ozap.com (consulté le 26 septembre 2021)
136. ↑  « Audiences access 19h : Ingrid Chauvin s'impose, nouveau record pour Anne-Elisabeth Lemoine », sur ozap.com (consulté le 28 septembre 2021)
137. ↑  « Audiences access 19h : "Demain nous appartient" leader devant Nagui, Philippe Etchebest au top », sur ozap.com (consulté le 29 septembre 2021)
138. ↑  « Audiences access 19h : Nagui repasse en tête, Etchebest au million, Gaessler et Hanouna en forme », sur ozap.com (consulté le 30 septembre 2021)
139. ↑  « Audiences access 19h : Nagui petit leader devant "DNA" faible, Yann Barthès en forme, Etchebest au million », sur ozap.com (consulté le 3 octobre 2021)
140. ↑  « Audiences access 19h : Nagui bat Ingrid Chauvin, "Objectif Top Chef" stable, "C à vous" bien suivi », sur ozap.com (consulté le 3 octobre 2021)
141. ↑  « Audiences access 19h : Nagui et "DNA" proches, record pour Philippe Etchebest, "Quotidien" et "Le 19/20" en forme », sur ozap.com (consulté le 5 octobre 2021)
142. ↑  « Audiences access 19h : Nagui s'échappe, "DNA" cale, pas d'"effet Sarkozy" pour "C à vous", le before de "TPMP" faible », sur ozap.com (consulté le 6 octobre 2021)
143. ↑  « Audiences access 19h : Nagui leader, record pour Philippe Etchebest, "C à vous" et "Quotidien" en repli », sur ozap.com (consulté le 7 octobre 2021)
144. ↑  « Audiences access 19h : Nagui petit leader, "Demain nous appartient" faible, Philippe Etchebest au top », sur ozap.com (consulté le 8 octobre 2021)
145. ↑  « Audiences access 19h : Nagui en tête, le "19/20 national" en forme, "C à vous" large leader des talks », sur ozap.com (consulté le 9 octobre 2021)
146. ↑  « Audiences access 19h : Record pour Cyril Hanouna, Philippe Etchebest au top, Nagui et "DNA" proches », sur ozap.com (consulté le 15 octobre 2021)
147. ↑  « Audiences access 19h : Nagui leader en hausse, "DNA" 2e en recul, "C à vous" au million », sur ozap.com (consulté le 15 octobre 2021)
148. ↑  « Audiences access 19h : Philippe Etchebest de nouveau au top, Nagui petit leader, "C à vous" au million », sur ozap.com (consulté le 15 octobre 2021)
149. ↑  « Audiences access 19h : Nagui leader en hausse devant "DNA", "C à vous" sous le million », sur ozap.com (consulté le 15 octobre 2021)
150. ↑  « Audiences access 19h : Nagui puissant leader, "DNA" en baisse, "C à vous" et "Objectif Top Chef" en forme » (consulté le 17 octobre 2021)
151. ↑  « Audiences access 19h : Record pour Nagui devant "DNA", le "19/20" en forme », sur ozap.com (consulté le 24 octobre 2021)
152. ↑  « Audiences access 19h : Nouveau record pour Nagui devant "DNA" sous les 3 millions, "Quotidien" en repli », sur ozap.com (consulté le 24 octobre 2021)
153. ↑  « Audiences access 19h : Nagui large leader devant "DNA", "TPMP" en hausse », sur ozap.com (consulté le 24 octobre 2021)
154. ↑  « Audiences access 19h : Nagui creuse l'écart avec "DNA", "C à vous" sous le million », sur ozap.com (consulté le 24 octobre 2021)
155. ↑  « Audiences access 19h : Nagui repasse sous les 3 millions mais reste devant "DNA", TMC à la fête », sur ozap.com (consulté le 24 octobre 2021)
156. ↑  « Audiences access 19h : Record pour Nagui et Philippe Etchebest, "C à vous" en forme », sur ozap.com (consulté le 1er novembre 2021)
157. ↑  « Audiences access 19h : Nagui leader, "DNA" remonte, Gaessler en recul, "C à vous" en forme », sur ozap.com (consulté le 1er novembre 2021)
158. ↑  « Audiences access 19h : Nagui leader devant "DNA", Philippe Etchebest en forme, "C à vous" au million », sur ozap.com (consulté le 1er novembre 2021)
159. ↑  « Audiences access 19h : Record pour Nagui, "Objectif Top Chef" stable, "C à vous" au million », sur ozap.com (consulté le 1er novembre 2021)
160. ↑  « Audiences access 19h : Nagui leader en forme devant "DNA", "C à vous" stable », sur ozap.com (consulté le 1er novembre 2021)
161. ↑  « Audiences access 19h : Pluie de records pour Nagui, en tête, "DNA", le "19/20", F5 et M6 », sur ozap.com (consulté le 8 novembre 2021)
162. ↑  « Audiences access 19h : Nagui solide leader devant "DNA" en baisse, records pour "Quotidien" », sur ozap.com (consulté le 8 novembre 2021)
163. ↑  « Audiences access 19h : Record pour Cyril Hanouna, "Quotidien" en petite forme, Nagui toujours leader », sur ozap.com (consulté le 8 novembre 2021)
164. ↑  « Audiences access 19h : Nagui bon leader, "DNA" au plus bas, le "19/20" en baisse », sur ozap.com (consulté le 8 novembre 2021)
165. ↑  « Audiences access 19h : Nagui large leader, "C à vous" au million, "Quotidien" en petite forme », sur ozap.com (consulté le 8 novembre 2021)
166. ↑  « Audiences access 19h : Record pour "C à vous" et Objectif Top Chef", "DNA" faible, Nagui leader », sur ozap.com (consulté le 9 novembre 2021)
167. ↑  « Audiences access 19h : Nagui leader, record pour "Objectif Top Chef", "Quotidien" au million », sur ozap.com (consulté le 10 novembre 2021)
168. ↑  « Audiences access 19h : Nagui domine, "Demain nous appartient" devant sur cibles, "C à vous" et "TPMP" en forme », sur ozap.com (consulté le 11 novembre 2021)
169. ↑  « Audiences access 19h : Record pour Philippe Etchebest et Anne-Elisabeth Lemoine, la P1 de "Quotidien" au million », sur ozap.com (consulté le 12 novembre 2021)
170. ↑  « Audiences access 19h : Nagui en tête, Lemoine en forme, Etchebest brille, Barthès au plus bas », sur ozap.com (consulté le 13 novembre 2021)
171. ↑  « Audiences access 19h : Record pour Anne-Elisabeth Lemoine, Nagui leader, Yann Barthès proche du million », sur ozap.com (consulté le 16 novembre 2021)
172. ↑  « Audiences access 19h : "C à vous" en forme, "La bataille des couples" au plus bas, "TPMP" en hausse », sur ozap.com (consulté le 22 novembre 2021)
173. ↑  « Audiences access 19h : Nagui confortable leader en hausse devant "DNA" en baisse, Philippe Etchebest en forme sur M6 », sur ozap.com (consulté le 22 novembre 2021)
174. ↑  « Audiences access 19h : Record pour Philippe Etchebest, Carole Gaessler en forme, Anne-Elisabeth Lemoine puissante », sur ozap.com (consulté le 22 novembre 2021)
175. ↑  « Audiences access 19h : Nagui garde la tête, "DNA" sous les 3 millions, "La bataille des couples" en forme sur TFX », sur ozap.com (consulté le 22 novembre 2021)
176. ↑  « Audiences access 19h : Nagui leader, "C à vous" en tête des talks, la P1 de "Quotidien" proche du million », sur ozap.com (consulté le 23 novembre 2021)
177. ↑  « Audiences access 19h : Record pour "C à vous" et "N'oubliez pas les paroles" », sur ozap.com (consulté le 25 novembre 2021)
178. ↑  « La bataille des couples (TFX) : Maxime et Valéryia gagnants, Raphaël Pépin et Tiffany évincés », sur toutelatele.com (consulté le 25 novembre 2021)
179. ↑  « Audiences access 19h : Philippe Etchebest en hausse, Nagui leader, "La bataille des couples" faible », sur ozap.com (consulté le 26 novembre 2021)
180. ↑  « Audiences access 19h : Nagui confortable leader devant "DNA" sous les 3 millions, record pour "C à vous" », sur ozap.com (consulté le 28 novembre 2021)